# 發酵停滯
「發酵停滯」是釀造葡萄酒或啤酒的用詞，英文為「Stuck Fermentation」，意指酵母在發酵過程還未完成及酒精度未達標下停止活躍，導致發酵過程意外地終止。
不同於釀造甜酒或強化葡萄酒時，一些釀酒師為了保留甜味，在發酵過程中蓄意提前介入停止發酵。意外的發酵停滯令釀製中的葡萄酒因細菌及氧化而變質，因此釀酒師在釀酒過程中不預期也不希望發生發酵停滯。
發酵停滯潛在原因很多，最常見的有二：釀酒期間温度太高令酵母死亡、及酵母缺少必須食糧中的氮(Nitrogen)。發酵停滯一旦發生，死亡了的酵母會產生不良化學物質，令其他酵母難以繼續生存，也就很難再令發酵過程再度活躍起來。
要預防發酵停滯的發生，可人工添加酵母食糧中的「氮」，在酒莊中常見以磷酸二銨(Diammonium Phosphate, DAP)形式添加；又或使用能容忍較高温度及酒精度的人工酵母進行發酵，唯以上措施亦會改變葡萄酒的品質及味道。

## 潛在原因
發酵停滯潛在原因很多，其中最常見是釀酒液中缺乏「氮」。氮是酵母成長發展中的必需物質，葡萄通常含有氮，但某些葡萄園之土壤氮含量較低，導致葡萄氮含量不足難以提供酵母食糧。
某些葡萄品種Chardonnay及Riesling氮相對糖份含量普遍偏低，發生發酵停滯的機會亦較大。太遲收成的葡萄過於成熟，高糖份引致酒精度太高，酵母在多種壓力因素下不能繁殖，亦會導致釀製酒精度仍未達標前發生發酵停滯。
發酵過程會產生熱能為副產品，亦會增高釀酒液中的温度。當温度高至104°F (40°C)，酵母活動能力開始減低。如高温持續，酵母停止繁殖及開始死亡，發酵過程停止。即使其後再降低温度，發酵過程仍難以再度激活，因已死亡的酵母產生的不良化學物不利於其他酵母生長。因此當代釀酒儀器 (如不鏽鋼酒缸)，普遍裝有温度控制系統及冷凍管幫助調節温度。
在缺氧及缺氮同在的情況下，酵母會以葡萄脂維持活躍，但經過過濾的葡萄液缺乏葡萄脂，酵母因而缺乏糧食致死，亦能導致發酵停滯。
紅酒會發生發酵停滯的可能性比白酒低，因為釀造紅酒須保留葡萄皮在無蓋酒缸或木酒桶中一同發酵﹐缺氧或缺葡萄脂的可能也較低。

## 預防措施
釀酒師為了預防發酵停滯的發生，有時會使用能容忍較高温度及酒精度的人工酵母進行發酵，並小心調節發酵温度。另一方法是在釀酒液中添加酵母食糧「氮」，磷酸二銨(Diammonium Phosphate, DAP)是最常見且成本低的氮添加物；唯以上措施亦會改變葡萄酒的品質及味道。